# Grosse Tete, Louisiana
Grosse Tete, Louisiana (енгл. Grosse Tete) град је у америчкој савезној држави Луизијана.

## Демографија
По попису из 2010. године број становника је 647, што је 23 (-3,4%) становника мање него 2000. године.
| Група             | 2000.       | 2010.       |
| Белци             | 372 (55,5%) | 397 (61,4%) |
| Афроамериканци    | 287 (42,8%) | 243 (37,6%) |
| Азијати           | 5 (0,7%)    | 2 (0,3%)    |
| Хиспаноамериканци | 3 (0,4%)    | 2 (0,3%)    |
| Укупно            | 670         | 647         |